# Ryggbiff

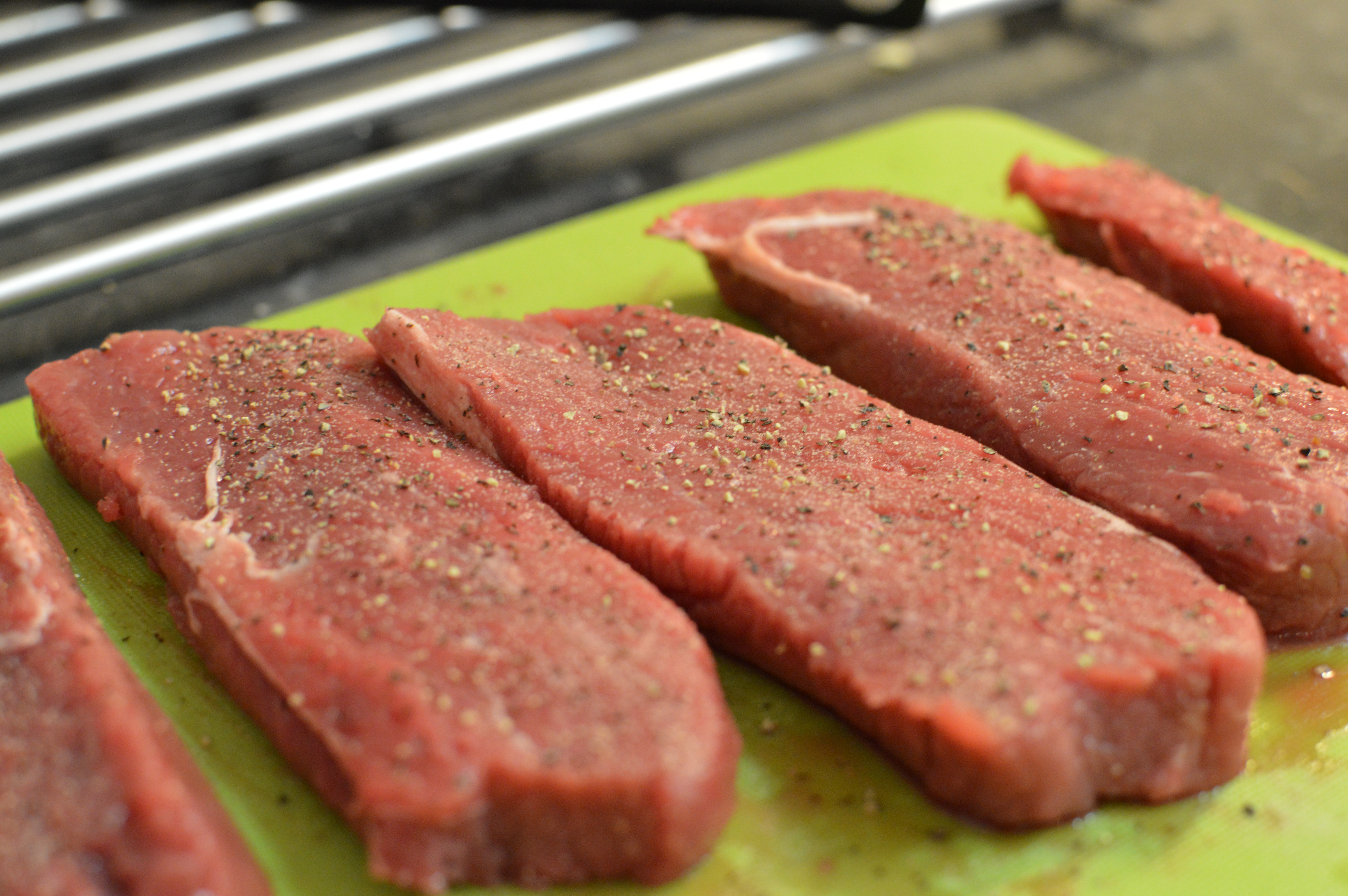
Rå ryggbiff kryddad med svartpeppar.

Ryggbiff är en styckningsdetalj på nötkreatur, utgörande biten mellan entrecôten och rostbiffen på utsidan av ryggraden. Benämns ibland utskuren biff.  Om biffen skivas med tillhörande ben och filé kallas det T-benstek.  Sågas den med ben utan filé kallas det för klubbstek eller enkelbiff. Innan dessa styckdetaljer uppkommer har slaktaren en större detalj som benämns biffrad med kappa.